# Sea Cloud

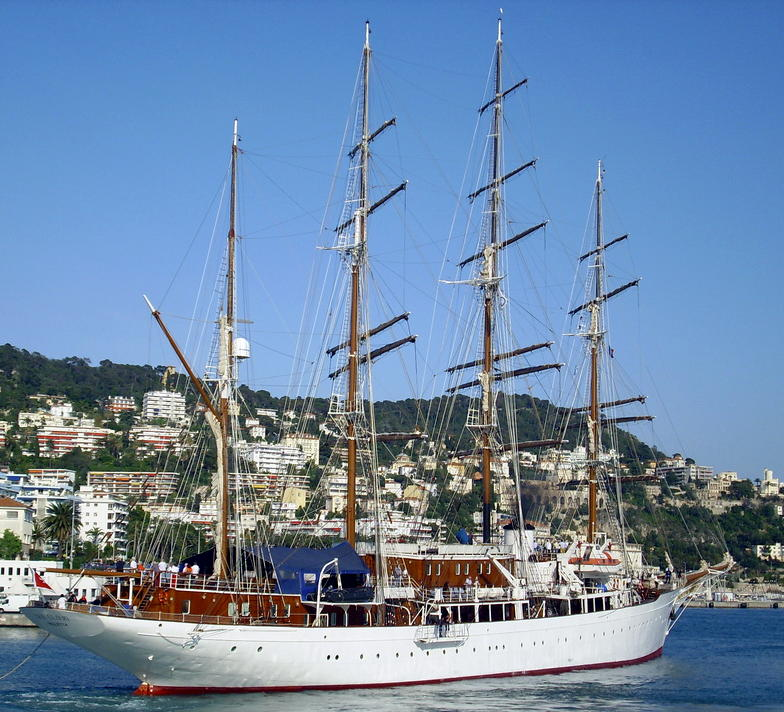
Sea Cloud I

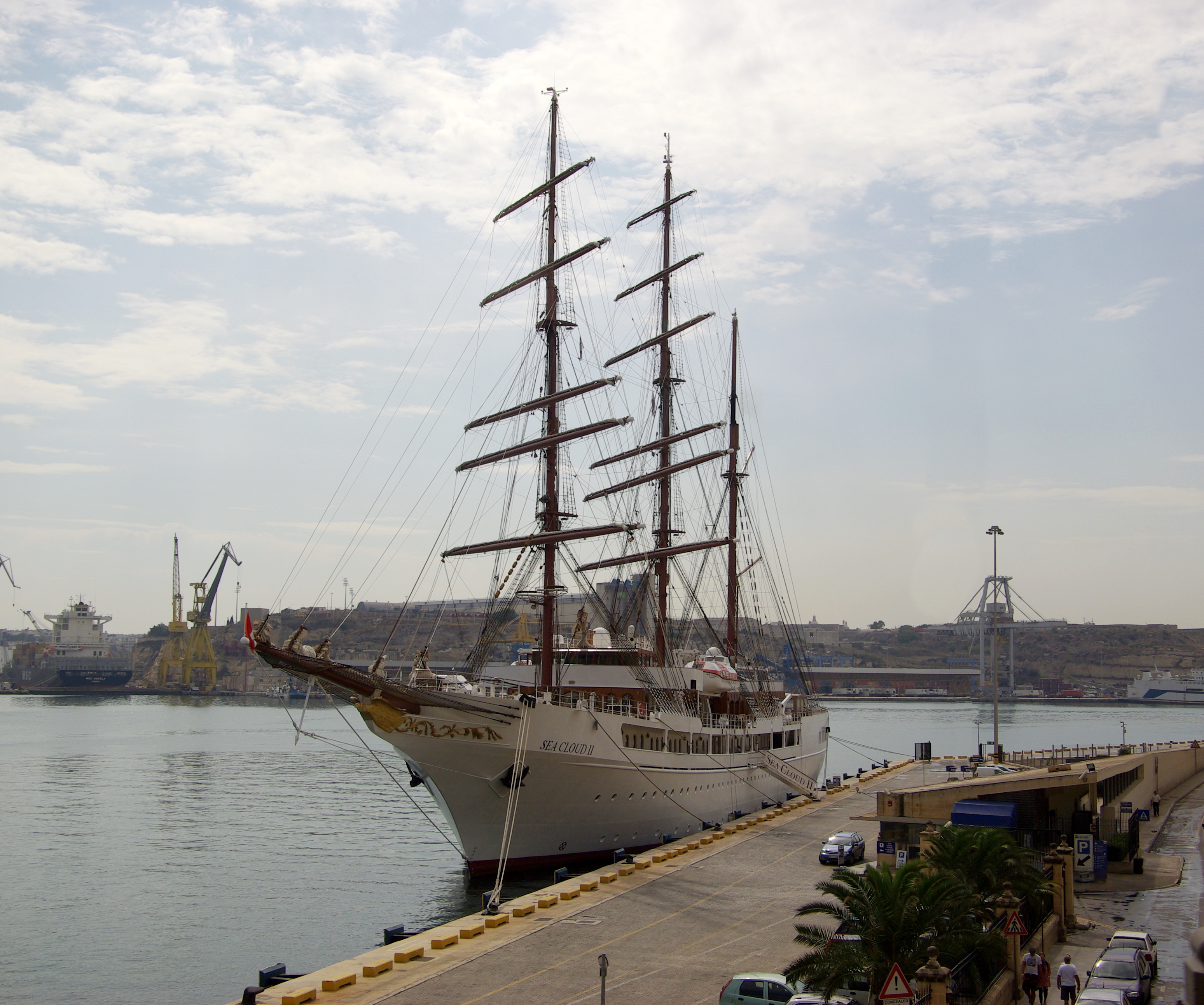
Sea Cloud II

Sea Cloud – jeden z największych żaglowców świata, obecnie wykorzystywany jako jednostka typowo turystyczna w rejsach kilku- kilkunastodniowych dla spragnionych wrażeń urlopowiczów. Atrakcją jest tradycyjny takielunek obsługiwany przez dostatecznie liczną obsługę – zawodowych żeglarzy, oraz typowo hotelowe luksusowe wnętrza ze słynną kuchnią.
Żaglowiec został zbudowany w 1931 roku w stoczni w Kilonii dla amerykańskiego milionera E. F. Huttona. Stanowił prezent, który Hutton ofiarował swojej żonie, Marjorie Merriweather Post. Statek pierwotnie nosił nazwę „Huzar” i w momencie powstania był największym żaglowcem świata. Powstał li tylko dla splendoru i rozrywki, nie jest jednak pałacem na wodzie i ma w sobie wszystkie cechy typowego tradycyjnego żaglowca. Jedyną różnicą w porównaniu ze współczesnymi mu jednostkami było to, że zamiast ładowni miał od momentu powstania kabiny pasażerskie.
Żaglowiec kilkakrotnie przechodził z rąk do rąk, zawsze wożąc wyjątkowych gości. Ostatecznie jednak wylądował niemal jako wrak w zatoce Colon w Panamie. Odkupiło go hamburskie przedsiębiorstwo turystyczne, starannie wyremontowało i przystosowało do morskiej turystyki. Obecnie armatorem jest niemiecka firma Sea Cloud Cruises, utrzymująca w celach turystycznych również kilka innych jednostek – w tym jeszcze jeden żaglowiec, znacznie nowocześniejszy – Sea Cloud II. Od 1983 przez z górą ćwierć wieku kapitanem Sea Cloud był Polak, kpt. ż. w. Ryszard Choiński, były dowódca m.in. legendarnego Daru Pomorza. W międzynarodowej załodze pochodzącej z wielu krajów oraz wśród kadry oficerskiej pływa również kilku innych Polaków.
Także dziś na pokładzie codziennością są prace bosmańskie, stawianie żagli wymaga wspinaczki na reje, a wszelkie manewry wymagają dużej krzątaniny całej załogi. Stosowanie silników jest ograniczane do minimum. Pomimo luksusowych hotelowych wnętrz żaglowiec nie jest typowym dla współczesnych statków turystycznych "miastem rozrywki" z basenami, kasynami, itd. Właściciel stara się zachować dla swoich gości jak najwięcej elementów tradycyjnej żeglarskiej przygody – nawet mimo tego, że goście są tylko obserwatorami czynności wykonywanych przez załogę. Pielęgnowane są również wszelkie inne elementy żeglarskiej tradycji. Żaglowiec można właściwie nazwać żywym pływającym pomnikiem.

## Dane techniczne
- długość żaglowca wzdłuż pokładu – ok. 100 m
- liczba masztów - 4[1]
- wysokość masztów – 62 m
- powierzchnia ożaglowania – 3600 m²
- napęd dodatkowy - 4 silniki spalinowe po 1500 KM każdy[1]
- liczba miejsc pasażerskich – 60